# Кастельнуово-Берарденга
Кастельнуово-Берарденга (итал. Castelnuovo Berardenga) — коммуна в Италии, располагается в регионе Тоскана, в провинции Сиена.
Население составляет 8847 человек (2008 г.), плотность населения составляет 50 чел./км². Занимает площадь 177 км². Почтовый индекс — 53019. Телефонный код — 0577.
Покровителями коммуны почитаются святые Иуст и Климент, празднование 5 июня.

## Демография
Динамика населения:

## Администрация коммуны
- Официальный сайт: http://www.comune.castelnuovo-berardenga.si.it/